# Gliese 667 A
Désignations
Gliese 667 A est une étoile naine orange et le membre principal du système Gliese 667.

## Caractéristiques physiques
Gliese 667 A est une naine orange est de type spectral K3V. Elle a donc une température inférieure à celle du Soleil, de l'ordre de 3 700 K (environ 3 400 °C).
Sa taille et sa masse sont respectivement 77 % et 75 % de celles du Soleil. Sa luminosité atteint 13 % de celle de notre étoile.